# Monit
Monit – dwutygodnik Federacji Młodzieży Walczącej Region Gdańsk. Pierwszy numer ukazał się w grudniu 1984. Monit był pierwszym w Gdańsku i trzecim w Polsce (po warszawskich Buncie i Serwisie Informacyjnym CZI FMW), pismem Federacji Młodzieży Walczącej, drugim wydawanym w sposób cykliczny.

## Historia pisma
Pismo ukazywało się początkowo jedynie w IX LO w Gdańsku. W dwa miesiące później stało się pismem FMW szkół średnich, by następnie przekształcić się w oficjalny organ FMW Reg. Gdańsk. Założycielem pisma byli Mariusz Wilczyński i Klaudia Moszczyńska, skład redakcji stale ewoluował. Należeli do niego min. Olgierd Buchocki, Robert Kwiatek, Dariusz Krawczyk, Mariusz Roman, Dariusz Celiński, Adam Jarzębowski, Dorota Szewczyk, Brygida Patoka (Mielewska), Jarek Gawroński, Bogdan Falkiewicz (od 1988 roku redaktor nacz.)  i wiele innych osób. Większość numerów po 1986 roku graficznie opracowywał Robert Kwiatek (który miał też zasadniczy udział w wydawaniu pisma), jeden Tamara Leśniewska. Część numerów drukował Dariusz Krawczyk, który też w latach 1988-89 był ujawnioną osobą kontaktową FMW Reg. Gdańsk i którego adres i nr telefonu publikowany był w Monicie. 
Monit miał liczne wydania specjalne – w czasie majowego strajku w Stoczni Gdańskiej w 1988 r. wydano 5 numerów strajkowych, a w czasie strajku sierpniowego – 6 numerów strajkowych i wtedy pismo ukazywało się jako dziennik. W lipcu 1988 r. wydano numer wspólny z Biuletynem Informacyjnym Niezależnego Zrzeszenia Studentów, który miał na celu wprowadzenie rozpoczynających studia absolwentów szkół średnich w struktury NZS. W lutym 1989 r., podczas wyjazdu szkoleniowo-integracyjnego, wydano w Bieszczadach na ręcznym powielaczu nr 75, a w marcu 1990 r. wyszedł numer specjalny (nr 104) w całości w języku angielskim. Ciągłe wydawanie pisma zostało zawieszone w czerwcu 1990 r., a od tego czasu ukazało się okazjonalnie łącznie 7 numerów. 
Monit kolportowany był nie tylko na terenie Trójmiasta, ale także wysyłany lub osobiście dostarczany w liczbie kilku do kilkudziesięciu egzemplarzy do ośrodków FMW poza Gdańskiem, innych organizacji oraz grup osób lub nawet pojedynczych czytelników. Dzięki temu część objętości pisma wypełniały informacje, artykuły, próby poetyckie, które redakcja otrzymywała z terenu całego kraju (np. wiersze Maxa Wieczorka z Radomska i inne).
Łącznie ukazało się do 1990 w podziemiu 108 numerów i kilka już legalnie (jako pismo młodzieżowe). Nakład średni „Monitu” wynosił ok. 3000 egz.